# 結合異性体
化学において、結合異性体（けつごういせいたい、英: linkage isomer）は異性体の一種であり、同一の組成をもつが金属と配位子との間の結合がことなる錯体をいう。
結合異性をしめす典型的な配位子には以下のようなものがある。
- チオシアネート SCN−
 – イソチオシアネート, NCS−
- セレノシアネート SeCN−
 – イソセレノシアネート, NCSe−
- 亜硝酸イオン NO−
2
- 亜硫酸イオン SO2−
3

結合異性体の例として、紫色の[(NH
3)
5Co-SCN]2+とオレンジ色の[(NH
3)
5Co-NCS]2+が上げられる。S結合異性体からN結合異性体へは分子内異性化が起こる。
ジクロロテトラキス(ジメチルスルホキシド)ルテニウム(II) (RuCl
2(dmso)
4)錯体はジメチルスルホキシド配位子のS結合異性体とO結合異性体の結合異性を示す。トランスジクロロテトラキス(ジメチルスルホキシド)ルテニウム(II)は結合異性を示さない。

## 歴史
初めて記載された結合異性はニトロペンタアンミンコバルト(III)塩化物[Co(NH
3)
5(NO
2)]2+のものである。このコバルト錯体は2つの結合異性体をもつ。黄色の異性体はニトロ基が窒素を介して配位しており、赤色の異性体は酸素を介して配位しており、化学式としては[Co(NH
3)
5(ONO)]2+と書かれることが多い。これらの異性体の存在は1800年代後半には知られていたが、その違いは1907年になるまで説明されなかった。後に赤い異性体が紫外線照射により黄色い異性体に変換されることが示された。この例では、ニトロ異性体(Co-NO
2)がニトリト異性体(Co-ONO)が生じる機序は分子内転移である。

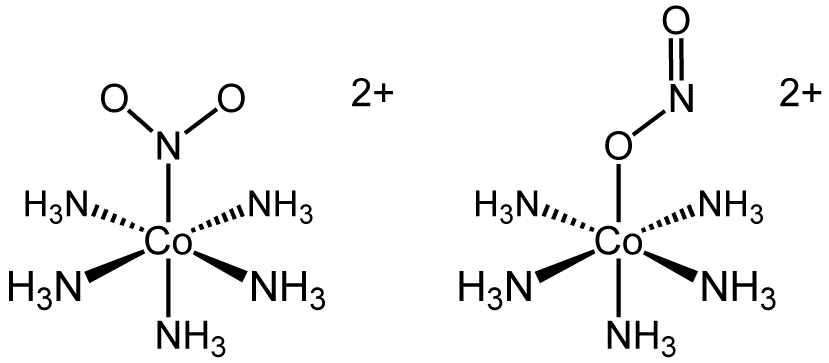
[Co(NH3)5(NO2)](2+)の2つの結合異性体の構造